# Giacomo Del Duca

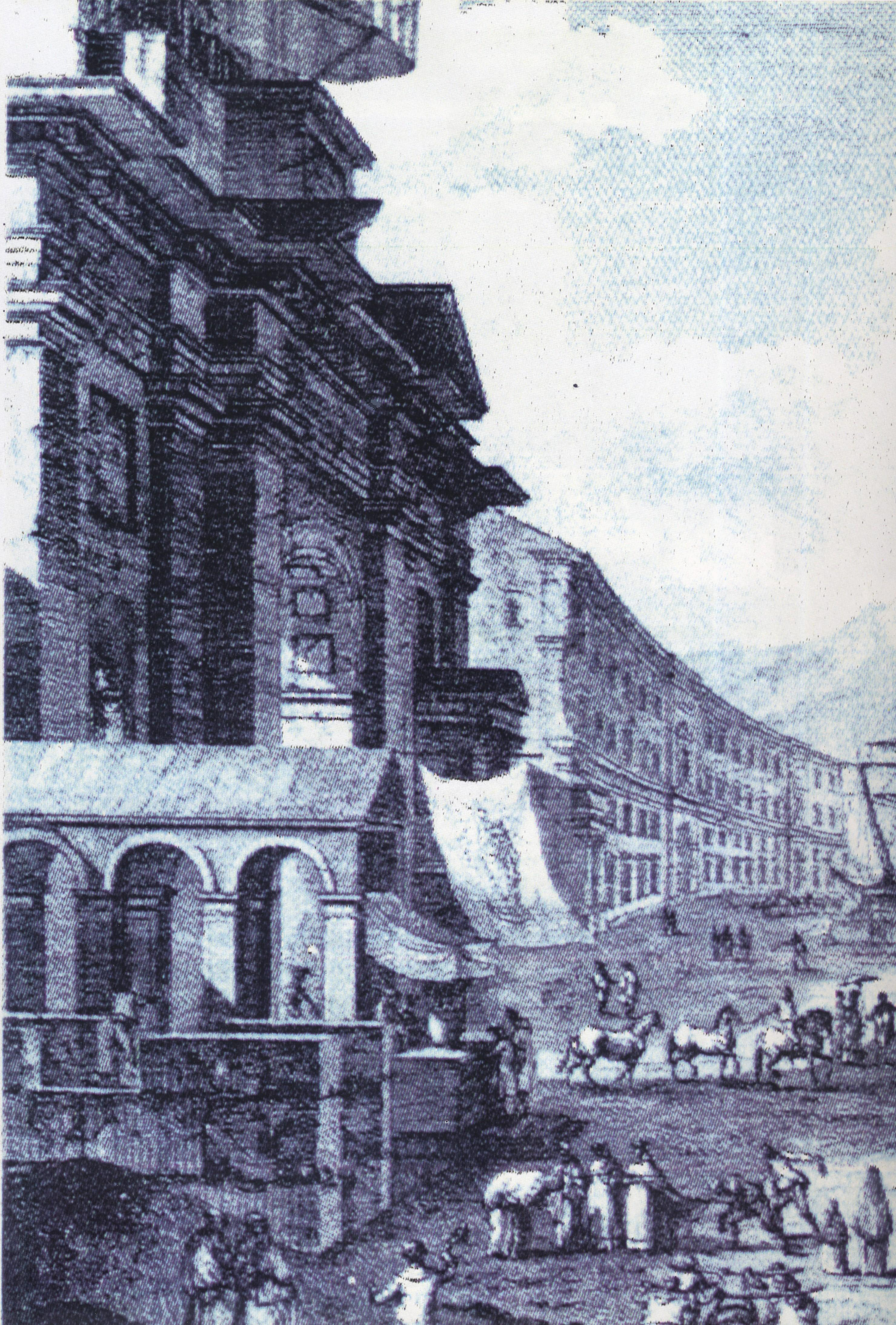
Porta della Loggia un arco trionfale della città di Messina, opera di Giacomo Del Duca del 1589, distrutto dal terremoto del 1783.

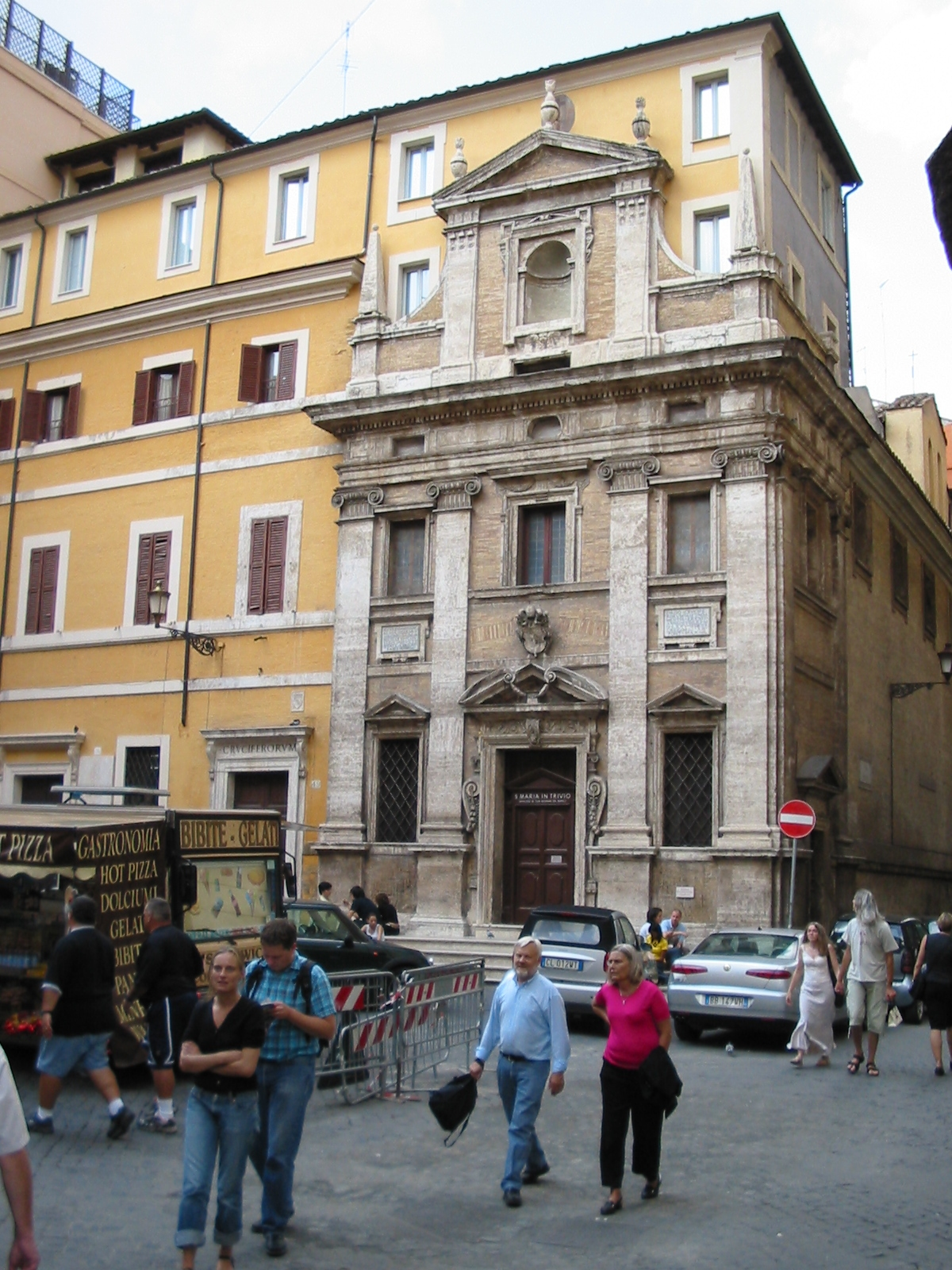
Chiesa di Santa Maria in Trivio

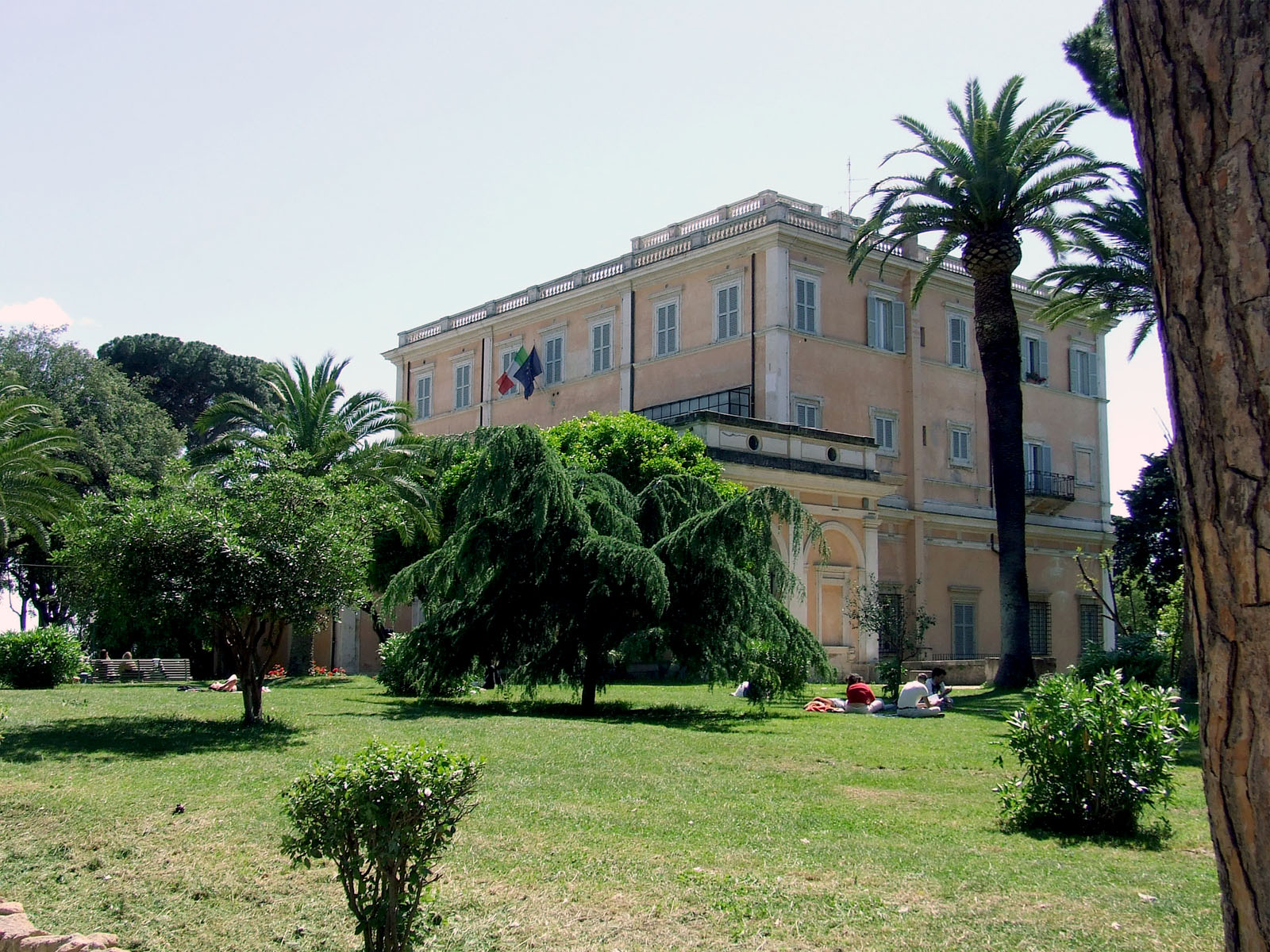
Palazzetto Mattei, Roma

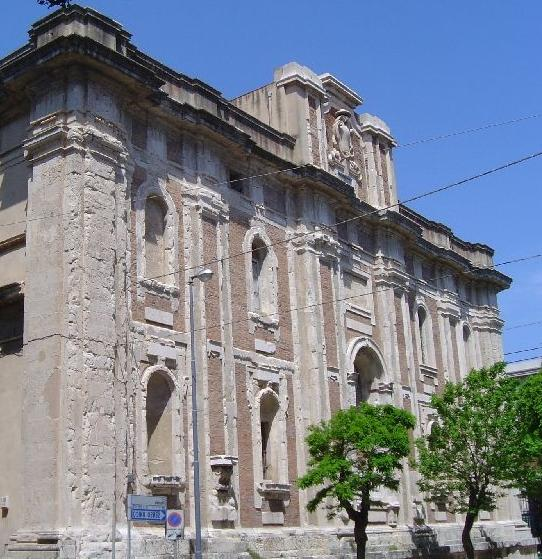
Chiesa di San Giovanni di Malta, Messina

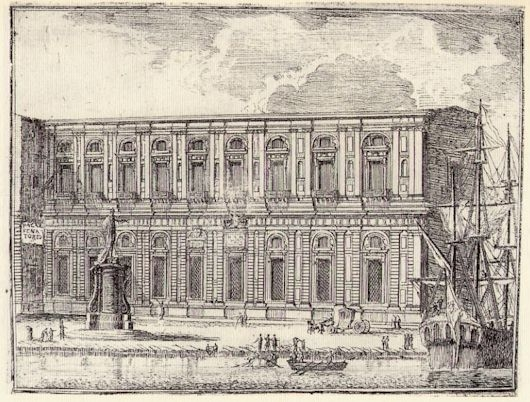
Loggia dei mercanti, Messina (distrutta dal Terremoto del 1783)

Giacomo Del Duca, detto anche Jacopo Siciliano o Jacopo Del Duca (Cefalù, 1520 – Messina, 9 luglio 1604), è stato un architetto e scultore italiano.

## Biografia
Fu l'assistente di Michelangelo eseguendone anche lavori in Porta Pia (1562). Fu l'unico fra gli architetti che allora operavano a Roma, che cercò di proseguirne il linguaggio.
Tornato in Sicilia nel 1588, viene nominato architetto della città di Messina nel 1589 succedendo al Calamech e vi realizzò diverse opere (in gran parte distrutte da terremoti) tra cui la tribuna di San Giovanni di Malta.
Scrisse un trattato per i gesuiti a Messina.

## Opere principali a Roma
- 1562 - 1565, Mascherone e stemma, manufatti marmorei realizzati per il completamento di Porta Pia.
- 1566, Tomba di Paolo IV, attività di progettazione, opera documentata nell'antica basilica di San Pietro in Vaticano.
- 1568, Stemma e manufatti in pietra, lavori realizzati nella Cappella degli Svizzeri presso il Cimitero Teutonico della Città del Vaticano.
- 1570, Tomba Savelli, monumento funebre marmoreo, i tre tondi di bronzo raffiguranti l'Angelo del Giudizio, la Resurrezione di Cristo e la Risurrezione dei morti sono stati fusi da Ludovico del Duca, fratello dell'artista, opere custodite nella basilica di San Giovanni in Laterano.
- 1573 - 1574, Porta San Giovanni, attività di collaborazione.
- 1573 - 1577, Chiesa di Maria di Loreto al Foro Traiano di Antonio da Sangallo il Giovane della quale realizza il campanile, il tamburo, la cupola e la lanterna. Il suo intervento consistette nel portare a compimento le strutture inferiori completando le facciate laterali e nel sovrapporvi una cupola.
- 1573 - 1577, Tabernacolo, attività di progettazione per la realizzazione di manufatto commissionato da Filippo II. (progetto non concluso)
- 1573 - 1575, Progettazione, attività di ricostruzione dell'intero complesso della chiesa di Santa Maria in Trivio e Casa dei Crociferi.
- 1575 - 1577, Recinto, lavori di realizzazione recinzione del basamento della Colonna Traiana.
- 1576, Orti Farnesiani, lavori per la realizzazione del muro di cinta.
- 1582, Restauri della chiesa di Santa Maria Imperatrice. (distrutti)
- 1582, Palazzo Cornaro Pamphilj detto poi della Stamperia Camerale.
- 1585c., Ristrutturazione della chiesa dei Santi Quirico e Giulitta. (perduta)
- 1586c. Casino Mattei all'interno del giardino di Villa Mattei. (molto rimaneggiato)
- 1586c. Sistemazione dei giardini nel Palazzo Rivaldi (ex Giardino del Cardinale Carlo Emmanuele Pio di Savoia).
- 1586 - 1587, Cappella Mattei in Aracoeli.
- 1586 - 1587, Villa Strozzi al Viminale (distrutta, sul sito della villa sorge oggi il Teatro dell'Opera di Roma).

### Opere in provincia
- 1582, Presbiterio, coro e soffitto della Collegiata di San Giovanni Battista di Campagnano di Roma.
- 1582 - 1585, Giardino Segreto, portali e interventi in occasione del matrimonio tra Isabella de' Medici e Paolo Giordano Orsini, nel Castello Orsini-Odescalchi di Bracciano.
- 1582 - 1585, Giardini del Torrione di Anguillara Sabazia.
- 1584 - 1586, Giardino Grande o Orti Farnesiani, corte e cantine di Palazzo Farnese di Caprarola.
- 1584 - 1586, Palazzo Restituti di Caprarola.

## Opere principali a Messina
- 1592 - 1604, Tribuna di San Giovanni di Malta. Il primo disegno è di Camillo Camilliani nel 1591. Dal 1592 è presente nel cantiere Del Duca. È difficile attribuire la paternità delle parti, ma le particolari inflessioni del linguaggio inducono a dare al Del Duca la paternità intera dell'opera. Si ritrova l'uso dell'ordine gigante saldato da una plastica trabeazione e una grande ricchezza decorativa.
- 1589, Porta della Loggia, arco trionfale, distrutto dal terremoto del 1783.[1]
- 1599, Loggia de' Negozianti, dopo il 1674 chiamato Palazzo Senatorio detto «alla Marina», prospetto d'edificio completato nel 1599 e gravemente danneggiato in seguito al terremoto della Calabria meridionale del 1783.[1]
- 1599, Cappella del Santissimo Sacramento e Cappella di San Placido, absidiole sinistra e destra del transetto della cattedrale protometropolitana della Santa Vergine Maria Assunta.
- XVI secolo, Piazza Santa Maria la Porta presso l'antica omonima Porta dell'Urbe, lavori di risistemazione.
- 1596, Cappella del Santissimo Sacramento, progettazione, attribuzione, duomo di San Giorgio, Monforte San Giorgio.

## Opere a Napoli
- 1564 - 1568, Tabernacolo Farnese, manufatto marmoreo, opera custodita nel Museo di Capodimonte di Napoli.